# فنون مرئية

أحد أهم أعمال التصوير الزيتي؛ ليوناردو دافنتشي - 1503 حتى 1507

الفنون المرئية هي مجموعة الفنون التي تهتم أساساً بإنتاج أعمال فنية تحتاج لتذوقها إلى الرؤية البصرية المحسوسة على اختلاف الوسائط المُستخدمة. في إنتاجها فهي الأعمال الفنيّة التي تشغل حيّزاً من الفراغ كالرسم والتلوين والنحت (تأخذ شكلاً) وبالتالي يمكن قياس أبعادها بوحدات قياس المكان (كالمتر والمتر المربع) وهي بهذا تختلف عن الفنون الزمانيّة كالرقص والشعر والموسيقى والتي تقاس بوحدات قياس الزمن (الدقائق والثواني) لتصبح لدينا الفنون السبعة بجمع الفنون التشكيليّة والزمانيّة وتلك التي تحمل الصفتين معاً كالسينما (تشكيليّة/زمانيّة).
و'الفنون المرئية هو لفظ عام يشمل 'الفنون التشكيلية والفنون التعبيرية والفنون التطبيقية.
وقديماً عُرفت الفنون المرئية أنها فقط الفنون الجميلة مثل: الرسم والتصوير والنحت والعمارة؛ واستُثنت الفنون التطبيقية والمهارات الفنية الحرفية مثل: الخزف والحياكة والنجارة وتصميم الحُليّ والأزياء، فلم يتم اعتبارها فنوناً حتى اندلاع (حركة الفنون والمهارات الفنية Arts and Crafts movement) التاريخية في بريطانيا في نهايات القرن الـ19 وبدايات القرن العشرين والتي هدفت إلى الدمج بين الفنون الجميلة والفنون التطبيقية.
تتميز الفنون التشكيلية عن فنون الأداء performing arts وفنون اللغة language arts وفن الطهي culinary art وغيرها من أصناف الفنون، لكن الحدود بينهم تبقى واهية.
فالعديد من الفنانين ينخرطون في عدة أنواع من الفنون أو يمزجون الفنون المرئية مع بعضها أو مع أشكال فنية غير مرئية مثل: الموسيقى والكلام المنطوق spoken word.

## الفنون التشكيلية
من المصطلحات الشائعة له هي الفن البلاستيكي
| - الرسم - الرسم الزيتي - تصوير جداري - الفسيفساء/ الموزاييك - التيمبرا - النحت | - التصوير الضوئي - الطبعات الفنية - التصميم - فن الكتابة بالخط - العمارة | - فنون الوسائط المتعددة - فن التلصيق/ كولاج - فن التركيب - فن الفيديو - فنون الكمبيوتر |

## الرسم

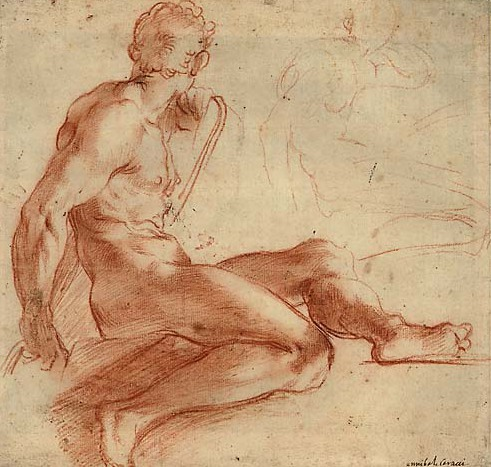
رسم لشخص عارٍ _القرن 16

الرسم هو تعبير تشكيلي يستلزم عمل علاقة ما على سطح ما، وهو التعبير عن الأشياء بواسطة الخط أساساً أو البقع أو بأي أداة.
والرسم قد يكون تسجيلاًً لخطوط سريعة لبعض الملاحظات أو المشاهد والخواطر لشكل ما في لحظة معينة، وقد يكون عملاً تحضيرياً لوسيلة أخرى من وسائل التعبير الفني، ولكنه في أحيان كثيرة ما يكون عملاًً فنياً مستقلاًً قائماً بذاته.

### التصوير
التصوير بمفهومه الواسع هو عملية التعبير باستخدام وضع اللون على أي سطح. وهو من أكثر الفنون التي تأثرت وأثّرت في المجتمع؛ فامتزج بالحركات التشكيلية الفنية مثل:
المدرسة الكلاسيكية، المدرسة الرومانسية، المدرسة الواقعية، المدرسة التعبيرية، الحركة الانطباعية والمدرسة السريالية ثم المدرسة التكعيبية وغيرها...
وهو يشمل: التصوير الزيتي، التصوير بالأكريليك، التصوير المائي، الرسم الملون، التصوير الجداري.

### التصوير الزيتي
ويرجع الفضل في اكتشاف الألوان الزيتية إلى الأخوين الهولنديين (هيوبرت وجان فان ايك)، القرن14 م.
فهما أول من أتقن مزج الألوان بالزيت وحصلا على مزيج سريع الجفاف ثم انتقلت بذور التصوير الزيتي إلى بقية أنحاء العالم.

### تصوير جداري (الفريسك)
الفريسك فريسكو، كلمة إيطالية معناها طازج -بمعنى الانتهاء من التلوين قبل جفاف السطح. مكوناته طبقة الملاط (2 رمل + 1 جير).
يتم التلوين على السطح بالاكاسيد الملونة ووسيطها ماء الجير واللون الأبيض ياخذ من زبد الجير وهي طبقة تتكون أعلى الجير بعد نقعة لمدة 7 أيام في الماء ويسمى (أبيض باريس)
الجير في الطبيعة (كربونات الكالسيوم) الجير الحي- الجير المطفأ (أكسيد الكالسيوم).
يوضع في الماء ( هيدروكسيد الكالسيوم ) بعد الجفاف على السطح مع الملونات واندماجه مع الرمل فيتعرض لثاني أكسيد الكربون الموجود في الهواء الجوي، ويرجع إلى حالته الأولى كربونات الكالسيوم حجر جيري يقاوم العوامل الجوية، لذلك ألوان الفريسكو باهتة نتيجة لامتصاصها لها، وغالبا ما يضع الفنان تصميمه الفني على الطبقة قبل السطحية ثم يقوم بتحديد الخطوط الخارجية لمختلف الأشكال بالألوان المائية ويقوم بعد ذلك بوضع طبقات الملاط بمساحات صغيرة يقوم بتلوينها قبل أن تجف، وتستخدم الألوان في الفريسكو على شكل طبقات رقيقة شفافة وغير داكنة ذات منظر طباشيري.

### التصوير بالتيمبرا

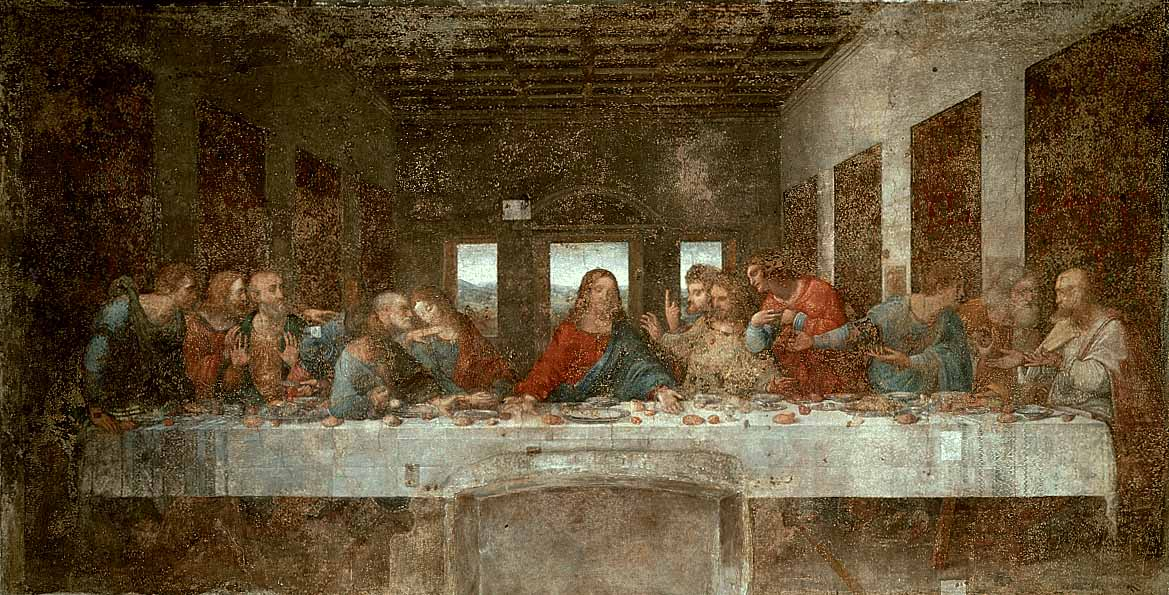
جدارية العشاء الأخير لـليوناردو دافنشي، تمبرا على حائط من الجسّو، 1495–1498

لقد استخدم هذا الأسلوب وما زال يستمر حتى الآن، فيما يعرف بالفن القبطي، للتصوير على الجدران وعلى اللوحات الخشبية وعلى غير ذلك من حوامل، وذلك بعد تحضيرها تحضيرا مناسبا. ونجد أن كل الصور المصرية القديمة في سبيل المثال على جدران المقابر والمعابد وعلى الخشب وأوراق البردي من هذا النوع. وفي هذا الأسلوب يتم أولاً تحضير أرضية تصوير جافة تماماً، ثم يصور الفنان عليها بمواد تلوين مخلوطة بوسيط من مادة لاصقة تذوب في الماء، مثل الصمغ العربي أو الغراء الحيواني أو زلال البيض «صفار البيض».
من خصائص التصوير بالتمبرا:
1. لا تظهر فيها علامات الفرشاة، إلا إذا أخطأ الفنان وصور على أرضية التصوير قبل جفافها تماماً.
2. يمكن إزالة اللون بالماء تماماً، أو يمكن على الأقل إضعاف تماسكه بالأرضية بمجرد وضع الماء عليه، على أنه في حالة استخدام زلال البيض (الصفار) كوسيط يصعب جداً إزالة اللون بالماء، وخاصة بعد مرور وقت طويل. ولعل أبرز الأمثلة على تلك النقوش الجدارية بمقابر بني حسن. وينقسم التصوير بالتمبرا إلى نوعين هما: تمبرا الألوان المائية وتمبرا زلال البيض، غير أنهما يشتركان معاً في الشروط وفي الخواص.

### النقوش الجدارية - الرسم الجداري -
لقد عرفه الإنسان منذ عصر ما قبل التاريخ، فزين به كهوفه ثم مقابره ومعابده بنقوش تعبر عن معتقداته وتقاليده، ومع الزمن تطورت هذه النقوش في أسلوبها وتجهيزاتها بتطور الإنسان نفسه في مفاهيمه وانفعالاته واتساع أفقه، وبدأ الإنسان القديم رحلة تطوره هذه مبتدأ بالأشكال البدائية التي نقشها على جدران كهوفه وحاكى فيها الطبيعة إلى أن وصل إلى مدرسة فنية واضحة المعالم ثابتة الأركان متميزة في أسلوبها.
وهذه النقوش في جملتها يطلق عليها الآن من الناحية التكنولوجية اسم النقوش الجدارية، أو فن التصوير الجداري.

## الفسيفساء
الفسيفساء من أقدم فنون التصوير، ترسم اللوحة الفسيفسائية عادة بانتظام عدد كبير من القطع الصغيرة الملونة كي تكون بمجملها صورة تمثل مناظر طبيعية أو أشكال هندسية أو لوحات بشرية أو حيوانية.
استخدام الفسيفساء قديم ويرجع لأيام السومريين ثم الرومان لكن هذا الفن العريق عاد للظهور من جديد بصورة حديثة تواكب العصر.والفسفسيا من الفنون الجميلة

## النحت
النحت هو فن تجسيدي يرتكز على إنشاء مجسمات ثلاثية الأبعاد لإنسان، حيوان ... وذلك باستخدام الجص أو الشمع، أو نقش الصخور.

## فن التصوير الضوئي
التصوير الضوئي هو عملية إنتاج صور بوساطة تأثيرات ضوئية؛ فالأشعة المنعكسة من المنظر تكون خيالاً داخل مادة حساسة للضوء، ثم تعالج هذه المادة بعد ذلك، فينتج عنها صورة تمثل المنظر. ويسمى التصوير الضوئي أيضًا التصوير الفوتوغرافي.
وكلمة فوتوغرافي ضوئي مشتقة من اليونانية، وتعني الرسم أو الكتابة بالضوء، لذلك فالتصوير الضوئي أساسا هو رسم صورة بالأشعة الضوئية.
تلتقط الصور باستخدام آلات تصوير تعمل إلى حد بعيد بنفس أسلوب عمل العين البشرية. فآلة التصوير كالعين تستقبل الأشعة الضوئية المنعكسة من المنظر وتجمعها في بؤرة باستخدام نظام من العدسات، وتكون آلة التصوير خيالا يسجل على الفيلم. ونتيجة لذلك، فإن هذا الخيال الذي يمكننا أن نجعله ثابتا، يمكن أيضًا مشاهدته بوساطة عدد غير محدود من الأفراد.
يعتبر براون ونادار ودوماشي من الرواد الذين ارتقوا بمفهوم التصوير الضوئي من مجرد وسيلة لنقل الواقع أو مهنة لكسب العيش إلى اعتباره وسيلة للإبداع واعتباره نوعاً من أنواع الفنون البصرية حتى أنه جارى فن التصوير (الرسم) في عصرهم خاصة في اتجاهه السريالي عام 1920.
كان أول من أتى بمفهوم التصوير الضوئي عن طريق الكاميرا ذات الثقب والقمرة المظلمة العالم المسلم أبو الحسن ابن الهيثم، ثم تطور فن التصوير بتطور آلات التصوير فظهر التصوير الملون ومن ثم التصوير الرقمي الذي استبدل الفلم بحساس إلكتروني. هذا بالإضافة إلى التنوع الهائل في مواضيع التصوير كالتصوير الجوي على سبيل المثال وتصوير قاع البحار والتصوير المجهري.

## فن التصميم
مقال رئيسي: التصميم
هو التخطيط الذي يرسي الأساس لصنع كل كائن أو نظام. يمكن أن يستخدم كاسم وفعل على حد سواء، وعلى نحو أوسع يعني الفنون التطبيقية والهندسة، وتم ابتكار مدرسة فنون الرّسم بالأشكال الهندسيّة.

## فن الكتابة بالخط
مقال رئيسي: فن الكتابة بالخط
الخط العربي هو فن وتصميم الكتابة في مختلف اللغات التي تستعمل الحروف العربية. تتميز الكتابة العربية بكونها متصلة مما يجعلها قابلة لاكتساب أشكال هندسية مختلفة من خلال المد والرجع والاستدارة والتزوية والتشابك والتداخل والتركيب.كذلك يستخدم لها نوع ورق خاص.

## فنون الوسائط المتعددة
مقال رئيسي: فنون الوسائط المتعددة
وهو مصطلح واسع الانتشار في عالم الحاسوب يرمز إلى استعمال عدة أجهزة إعلام مختلفة لحمل المعلومات مثل (النص، الصوت، الرسومات، الصور المتحركة، الفيديو، والتطبيقات التفاعلية).

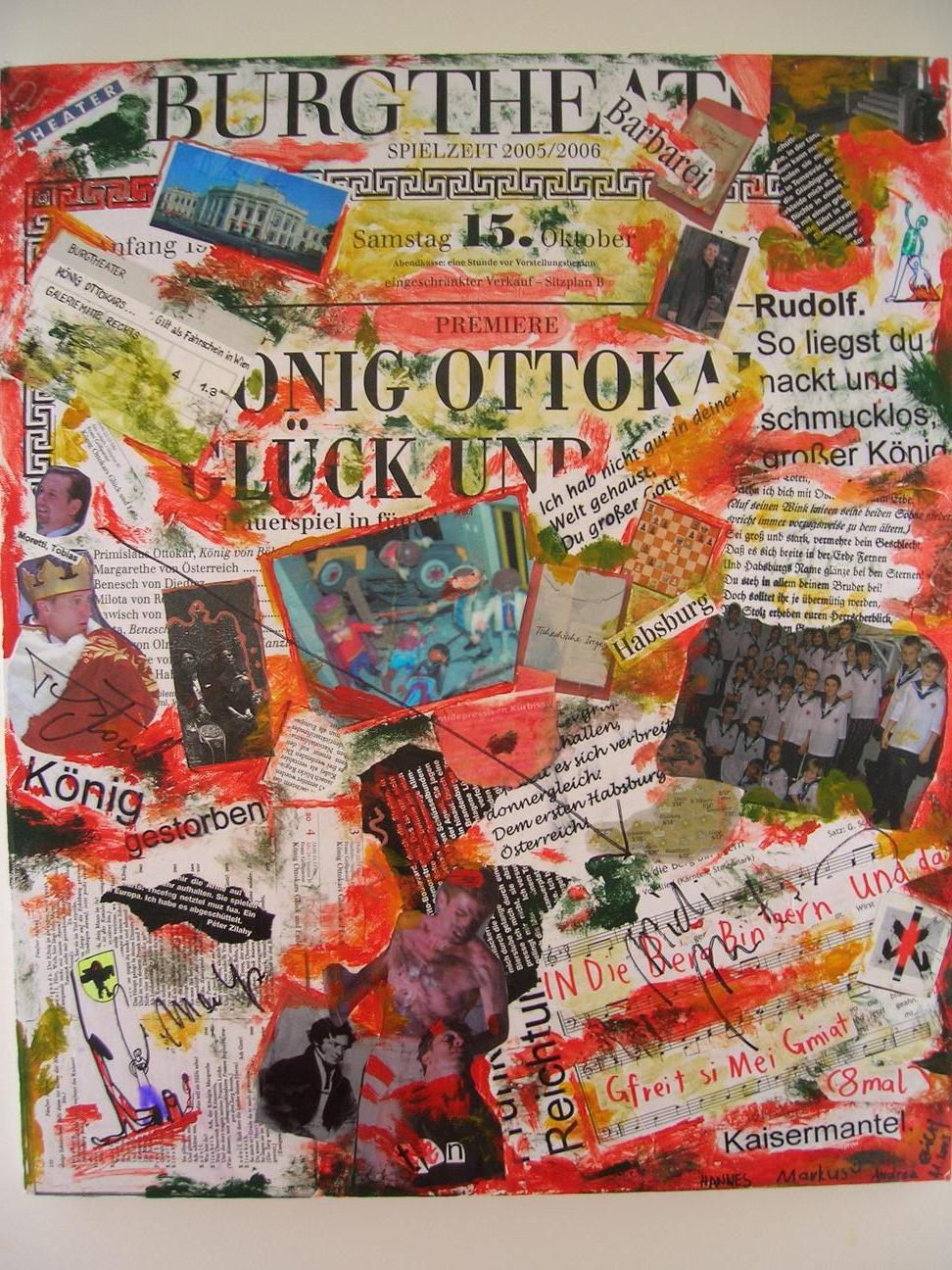
عمل بالكولاج يتكون من صور فوتوغرافية وورق مجلات

## فن التجميع
مقال رئيسي: كولاج
هو فن يعتمد على قص ولصق العديد من المواد معا، وبالتالي تكوين شكلٍ جديد. إن استخدام هذه التقنية كان له تأثيره الجذري بين أوساط الرسومات الزيتية في القرن العشرين كنوع من الفن التجريدي أي التطويري الجاد. وعندما تفجرت الرغبة لدى الفنان للتعويض عن البدائي المكبوت بداخله، لجأ لأساليب التلصيق collage ليخوض مغامرته بهجر التقاليد الموروثة، بحثا عن المجهول والمدهش في غرائبه. وفي التلصيق عندما يتجاور شكلان منفصلان من البيئة المستوعبة في مخيلة الفنان على مسطح العمل الفني، ينتج الواقع الأشد قوة الذي هو العمل الفني فوق الواقع. والفنان هنا يتبع منطق الكارثة في التعامل مع الانتقالات الشكلية، فقد تجاوز منطق التغيرات التدريجية الهادئة.[1]

## الفن التجميعي
رغم أن العديد من الثقافات تشترك في اشتمالها على أشكال من الأعمال الفنية عبارة عن تجميع لمواد متنوعة، إلا أن الفن التجميعي في الحركة الفنية الحديثة؛ ظهر في بداية القرن العشرين؛ مع تجميعات بابلو بيكاسو التي تتركب من أشياء ملتقطة بالصدفة، وقد شكل بيكاسو عمله الفني «جيتار» 1912 بالتجميع من صفائح معدنية وأسلاك، كخامات تم توليفها لتوحي بصور عديدة متباينة ومتبدلة، بل أن مثل هذه الأعمال تتضمن دعابة مختلطة بقدر من التسامي، وبتجميع مارسيل دوشامب لنفايات البيئة، وبنبذهِ لمبادئ الفن التقليدية يقدم الأشياء الجاهزة وغير المتوقعة كأعمال فنية، أما روبرت راوشنبرج فإنه أنجز عملاً فنياً بعنوان «سرير وأشياء جاهزة» من مفروشات وأغطية وأصباغ ملونة سكبها بالتقطير؛ وقد منح للأسلوب التجميعي جماليته؛ وسمح لتوليد المعاني القابلة للتبدل، حيث يتوقف الأمر في عملية التفسير على القيم الثقافية، وعلى رؤية المشاهد، ويشتمل هذا العمل على قدر من الدعابة.[2]

## فن الفيديو
فنون الحاسوب أو الفن الرقمي هي الفنون التي تنفذ ببرنامج الفوتوشوب والبرامج الرسومية مثل برنامج (ثري دي استوديو ماكس) والمايا وسينما فور دي وبينت وكورال درو وغيرها.